# Mausoléu Ak-Saray

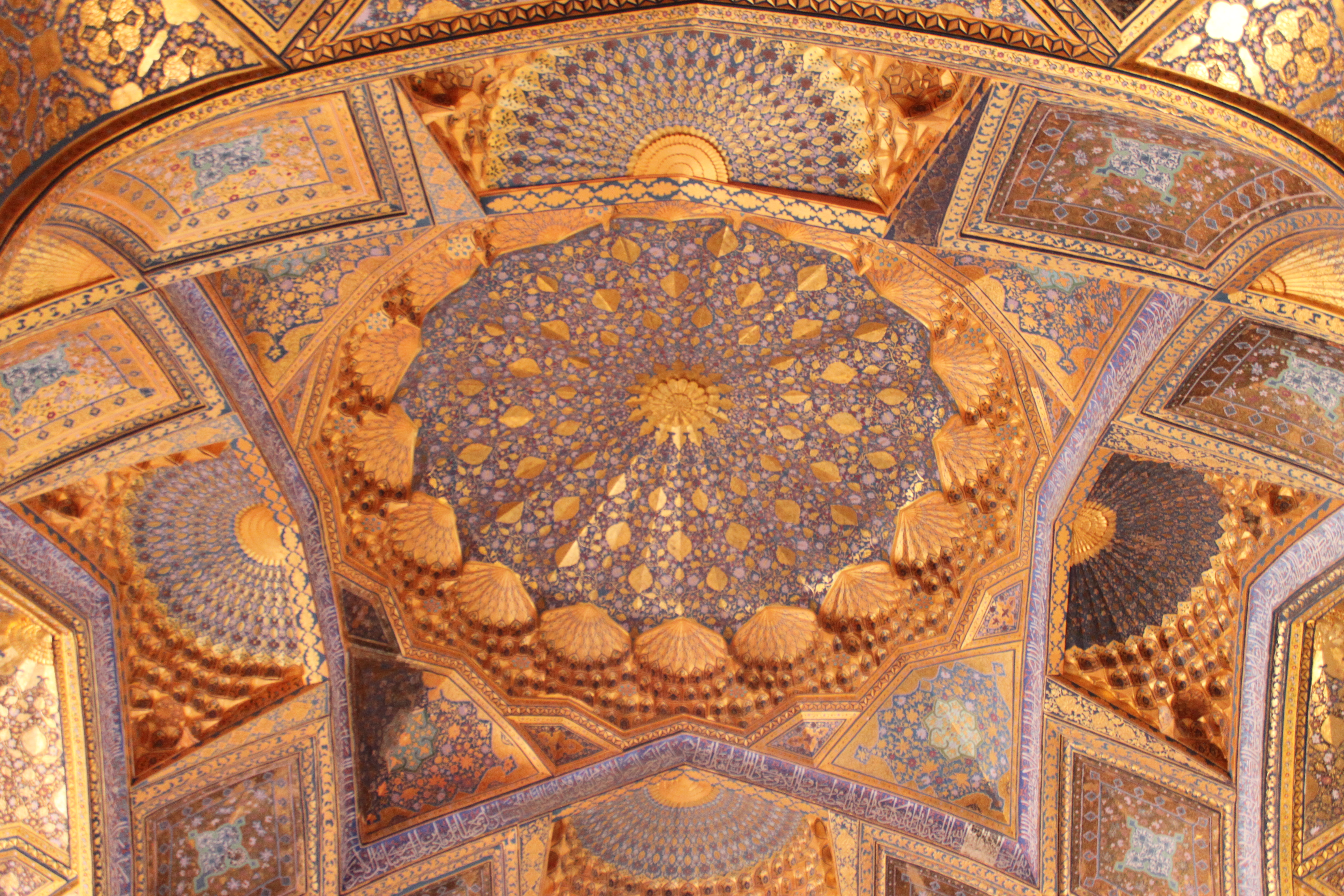
Interior da cúpula central

O Mausoléu Ak-Saray (em usbeque: Oqsaroy; "palácio branco") ou Ak Sarai é um mausoléu de família da dinastia timúrida em Samarcanda, Usbequistão, construído na década de 1470, durante os primeiros anos do reinado do sultão timúrida Amade Mirza (r. 1469–1494).
Situa-se algumas centenas de metros a sudoeste do Reguistão, cerca de 30 metros a sudeste do Gur-e-Amir, o mausoléu construído por Tamerlão (r. 1370–1405) para a sua dinastia, e é apenas dez anos mais novo do que o Ishrat Khana, outro mausoléu da família timúrida, que terá servido de modelo, construído na parte sudeste de Samarcanda, a pouco mais de dois quilómetros a leste do Ak-Saray, pelo pai e antecessor de Amade Mirza, o sultão Abuçaíde Mirza (r. 1451–1469). Os dois mausoléus são os últimos monumentos da era timúrida em Samarcanda.
Apesar de alguns autores considerarem o monumento um dos menos impressionantes visualmente da cidade, devido à sua construção nunca ter sido finalizada, destaca-se pelos seus frescos no interior e a sua construção apresenta alguns avanços que foram percursores de soluções arquitetónicas que se encontram em edifícios monumentais construídos no século seguinte.

## História
Há poucas informações precisas sobre a construção do monumento. Quando foi construído, o Império Timúrida encontrava-se em tumulto, devido ao legado do seu fundador, Tamerlão, ter sido desbaratado por incessantes guerras civis entre os seus descendentes. A riqueza de Samarcanda, que anteriormente era enorme graças aos espólios de guerra, tinha sido gasta a tal ponto que quase todos os projetos de construção foram paralisados, à exceção dos mais essenciais. A grandiosa cidade de Tamerlão estava numa decadência a todos os níveis e até a mesquita congregacional (de Bibi Hanim) estava de tal forma degradada que constituía um perigo para os fiéis, pois não havia fundos para a restaurar.
Entretanto, o Gur-e-Amir, o mausoléu construído por Tamerlão, não tinha mais espaço para sepultamentos. O Ishrat Khana, construído dez anos antes, ainda tinha espaço livre, mas estava reservado para as mulheres da família. A solução encontrada por Amade Mirza foi financiar a construção dum novo mausoléu, perto do Gur-e-Amir, mas com muito menores dimensões. Alguns estudiosos sugerem que o monumento foi construído para homenagear o soberano timúrida Abdal Latife (r. 1449–1450), que mandou assassinar o seu pai Ulugue Begue pouco depois de o ter destronado.
Durante as campanhas militares de Tamerlão, muitos artesãos das cidades conquistadas foram obrigados a mudar-se para Samarcanda, a capital imperial, o que, juntamente com fundos quase ilimitados, gerou um boom de construção não só em Samarcanda como noutras cidades do coração do império, nomeadamente Xacrisabez. Durante o reinado de Amade Mirza, praticamente todos esses artesãos já tinham morrido, mas é razoável presumir com segurança que os seus filhos e netos ainda mantivessem os conhecimentos dos seus antecessores. Isso terá permitido que, apesar do declínio económico, tenham continuado a verificar-se avanços arquitetónicos. O Ishrat Khana tem uma cúpula muito avançada tecnologicamente, feita com "redes em forma de escudo" que foi percursora das soluções inovadoras de abóbadas usadas em Bucara e noutras partes da Ásia Central no século XVI. Para o sultão — ou para os seus emires em Samarcanda, pois que a capital imperial tinha sido mudada para Herate — o modelo do Ishrat Khana era adequado para as suas necessidades, pelo que a construção do Mausoléu Ak-Saray o usou como modelo. Dado que apenas dez anos separam a construção dos dois edifícios, há estudiosos que sugerem que é muito provável que ambos os mausoléus tenham tido os mesmos arquitetos e artesãos.
Apesar do esforço empreendido por Amade Mirza na construção do mausoléu, ele foi sepultado em Herate. No entanto, vários membros da família timúrida foram enterrados no Ak-Saray, nomeadamente Abdal Latife. Anos depois, quando Samarcanda foi conquistada pela recém-criada dinastia xaibânida, os túmulos timúridas foram negligenciados e deixados cair em ruínas. No início do século XX, o Ak-Saray foi gravemente afetado por sismos, intempéries e vandalismo, tendo sido parcialmente destruídas as câmaras laterais. Foi restaurado em 1924–1925, mas no final do século estava novamente em ruínas. Em 2007 foi novamente restaurado e aberto ao público.

## Arquitetura
O mausoléu tem planta retangular, uma cúpula, um salão principal e três divisões laterais. No interior, uma passagem estreita com escadas dá acesso a uma cripta subterrânea em mármore, de planta octogonal. O salão principal, situado por cima da cripta, e é praticamente igual ao do Ishrat Khana. O interior da abóbada foi decorado com kundal dourado, um tipo de pintura em relevo na qual os pigmentos são aplicados em camadas juntamente com folhas de ouro, resultando num efeito tridimensional cintilante. As partes inferiores das paredes do salão eram revestidos com mosaicos incrustrados com tesselas extremamente pequenas. O efeito visual é de tal forma impressionante que quem entre no salão facilmente se esquece da situação de penúria em que se encontrava o império na altura da construção.
Em contrapartida, o exterior é muito pobre, pois devido a falta de fundos ou talvez problemas de gestão, não foi aplicada qualquer decoração exterior. Além disso, a cúpula de cor turquesa que devia erguer-se acima do salão principal dourado, nunca chegou a ser concluída, deixando o edifício com aspeto de estar decapitado. Apesar de tudo, foram feitos alguns acabamentos fora do salão central. A fila de salas no lado sul, onde provavelmente os cadáveres eram preparados para serem enterrados, foi terminada; e nos cantos do edifício foram construídas pequenas divisões com tetos espetaculares em forma de estrela. Estas salas podem ter sido usadas como celas para recitação do Alcorão e atualmente estão inacessíveis aos visitantes, mas são importantes do ponto de vista arquitetónico porque o seu desenho representa um refinamento avançado para o repertório de soluções de abóbada.